# La Torre de Esteban Hambrán
La Torre de Esteban Hambrán – gmina w Hiszpanii, w prowincji Toledo, w Kastylii-La Mancha, o powierzchni 50,7 km². W 2011 roku gmina liczyła 1820 mieszkańców.